# Негой
Негой (рум. Negoi) — комуна у повіті Долж в Румунії. До складу комуни входить єдине село Негой.
Комуна розташована на відстані 225 км на захід від Бухареста, 57 км на південний захід від Крайови.

## Населення
За даними перепису населення 2002 року у комуні проживали 4359 осіб.
Національний склад населення комуни:
| Національність | Кількість осіб | Відсоток |
| -------------- | -------------- | -------- |
| румуни         | 3477           | 79,8%    |
| цигани         | 880            | 20,2%    |
| угорці         | 1              | < 0,1%   |
| чехи           | 1              | < 0,1%   |

Рідною мовою назвали:
| Мова      | Кількість осіб | Відсоток |
| --------- | -------------- | -------- |
| румунська | 3872           | 88,8%    |
| циганська | 486            | 11,1%    |
| угорська  | 1              | < 0,1%   |

Склад населення комуни за віросповіданням:
| Релігія       | Кількість осіб | Відсоток |
| ------------- | -------------- | -------- |
| православні   | 4313           | 98,9%    |
| п'ятдесятники | 28             | 0,6%     |
| адвентисти    | 7              | 0,2%     |
| не релігійні  | 3              | 0,1%     |
| римо-католики | 1              | < 0,1%   |
| реформати     | 1              | < 0,1%   |

## Зовнішні посилання
- Дані про комуну Негой на сайті Ghidul Primăriilor [Архівовано 12 вересня 2007 у Wayback Machine.]